# Sidi Ali
Sidi Ali (en àrab سيدي علي, Sīdī ʿAlī; en amazic ⵙⵉⴷⵉ ⵄⵍⵉ) és una comuna rural de la província d'Errachidia, a la regió de Drâa-Tafilalet, al Marroc. Segons el cens de 2014 tenia una població total de 2.162 persones.